# Melese amastris
Melese amastris är en fjärilsart som beskrevs av Druce 1884. Melese amastris ingår i släktet Melese och familjen björnspinnare. Inga underarter finns listade i Catalogue of Life.